# Agatocle di Cizico
Agatocle di Cizico (in greco antico: Ἀγαθοκλῆς ὁ Κυζικηνός?, Agathoklês ho Kyzikēnós; Cizico, inizio III secolo a.C. – ...) è stato uno storico greco antico vissuto attorno alla metà del III secolo a.C. o all'inizio del II secolo a.C.

## Biografia
Ateneo lo dice anche babilonese. Non sono chiari l'origine e il significato del soprannome: questo, infatti, potrebbe riferirsi alla patria d'origine di Agatocle, alla patria d'adozione (cioè Seleucia sul Tigri secondo alcuni studiosi, fra cui Gaetano de Sanctis) o semplicemente al suo interesse per l'astronomia.
Secondo le fonti, fu discepolo di Zenodoto, il che porta a situarlo in una data non posteriore alla metà del III secolo a.C., visto che proprio Zenodoto sarebbe morto intorno al 250.

## Opere
Scrisse almeno due opere: una Storia di Cizico (Περὶ Κυζίκου) in dialetto ionico, di contenuto storico con notevoli excursus di vario genere e dei Commentari (Ὑπομνήμτα) di contenuto lessicografico o critico-letterario.
Nell'edizione di Jacoby si contano undici frammenti rimanenti, tutti arrivatici per tradizione indiretta, principalmente attraverso Ateneo o gli scolii. Alcuni frammenti ci sono giunti sotto forma di traduzione latina. Da essi si evidenzia come Agatocle debba aver avuto molteplici interessi: nei pochi frammenti superstiti, infatti, troviamo informazioni di natura mitologica, lessicale, storica, botanica e religiosa.